# Zsombor Molnár
Zsombor Molnár (* 14. Januar 1993 in Miercurea Ciuc) ist ein rumänischer Eishockeyspieler, der seit 2022 bei Háromszéki Ágyúsok  unter Vertrag steht und in der Rumänischen Eishockeyliga spielt.

## Karriere

### Club
Zsombor Molnár, der der ungarischsprachigen Minderheit der Szekler in Rumänien angehört, begann seine Karriere beim HSC Csíkszereda, dem traditionellen Eishockeyklub der Szekler, der sich damals noch SC Miercurea Ciuc nannte und für den er zunächst in der ungarischen und rumänischen Nachwuchsligen spielte. Als 17-Jähriger debütierte er 2010 für seinen Klub in der MOL Liga, die er mit seiner Mannschaft in seiner Debütsaison sogleich gewinnen konnte. Anschließend wechselte er nach Schweden, wo er ein Jahr für den Mora IK in der J20 SuperElit, der höchsten Juniorenspielklasse des skandinavischen Landes, spielte. Anschließend kehrte er in seine Geburtsstadt zurück und spielte für den HSC Czíkszereda nunmehr sowohl in der MOL Liga als auch in der rumänischen Liga. 2013 gewann er mit seinem Team die rumänische Landesmeisterschaft und 2014 den Pokalwettbewerb. Anfang 2015 wechselte er in der laufenden Spielzeit zum CS Progym Gheorgheni, bei dem er die Spielzeit in der rumänischen Liga beendete. Anschließend kehrte er zum HSC Csíkszereda zurück. Von 2017 bis 2022 spielte er für den ASC Corona 2010 Brașov, mit dem er 2019 rumänischer Meister wurde. Anschließend wechselte er zu Háromszéki Ágyúsok.

### International
Molnár spielt international im Gegensatz zu anderen Szeklern, die für Ungarn antreten, für sein Geburtsland Rumänien. Bereits im Juniorenbereich war er bei Weltmeisterschaften aktiv: Er nahm an den U18-Weltmeisterschaften 2008, 2009, 2010 und 2011 sowie an den U20-Weltmeisterschaften 2010, 2011, 2012, als er gemeinsam mit seinen Landsleuten Roberto Gliga und Mátyás Bíró zweitbester Torvorbereiter nach dem Esten Artjom Gornostajev war, und 2013, als er zum besten Spieler seiner Mannschaft gewählt wurde, jeweils in der Division II teil.
Sein Debüt in der Herren-Nationalmannschaft gab Molnár bei der Weltmeisterschaft 2013 in der Division I. Nachdem das Team ohne ihn 2014 abgestiegen war, spielte er 2015 in der Division II, wo der sofortige Wiederaufstieg gelang. Bei den Weltmeisterschaften 2016, als er zum besten Spieler seiner Mannschaft gewählt wurde, 2018, 2019, 2022 und 2023 spielte er wieder in der Division I. Auch bei der Qualifikation für die Olympischen Winterspiele in Peking 2022 spielte er für Rumänien.

## Erfolge
- 2011 Gewinn der MOL Liga mit dem HSC Csíkszereda
- 2013 Rumänischer Meister mit dem HSC Csíkszereda
- 2014 Rumänischer Pokalsieger mit dem HSC Csíkszereda
- 2019 Rumänischer Meister mit dem ASC Corona 2010 Brașov

### International
- 2012 Aufstieg in die Division II, Gruppe A bei der U20-Weltmeisterschaft der Division II, Gruppe B
- 2015 Aufstieg in die Division I, Gruppe B bei der Weltmeisterschaft der Division II, Gruppe A
- 2019 Aufstieg in die Division I, Gruppe A bei der Weltmeisterschaft der Division I, Gruppe B

## MOL-/Erste-Liga-Statistik
(Stand: Ende der Saison 2021/22)